# Brachymyrmex termitophilus
Brachymyrmex termitophilus es una especie de hormiga perteneciente al género Brachymyrmex, categorizada en la tribu Myrmelachistini, de la subfamilia Formicinae.

## Distribución
La especie es nativa de la región del Neotrópico. Se distribuye por América, en Argentina, Brasil, Colombia, Costa Rica, Estados Unidos, México, Paraguay y República Dominicana. Se ha encontrado a altitudes de hasta 202 m s. n. m.

## Taxonomía
Fue descrita por Forel en 1895.